# Ernst Theodor Stöckhardt
Ernst Theodor Stöckhardt, född 4 januari 1816 i Bautzen, död där 27 mars 1898 var en tysk agrikulturkemist.
Stöckhardt var professor i bland annat Chemnitz samt ministerialråd i Weimar. Han författade, tillsammans med sin kusin Julius Adolph Stöckhardt, Der angehende Pachter (1859; åttonde upplagan 1892) och utgav 1850-66 "Zeitschrift für deutsche Landwirte".